# Arkens
Arkens (Fries: Erkens) is een buurtschap in de gemeente Waadhoeke, in de Nederlandse provincie Friesland. Arkens ligt aan de noordoostzijde van de stad Franeker, aan de rand van een woonwijk, binnen de bebouwde kom. De buurtschap bestaat uit enkele boerderijen en een woonhuis aan de gelijknamige doodlopende landweg.
Omdat Arkens door de stadsuitbreidingen binnen de bebouwde kom van Franeker is komen te liggen, als onderdeel van de buurt Schalsummerplan en Arkens wordt de plaats ook wel aangeduid als een deelkern. De wijk heeft een buurtvereniging onder de naam Arkens met een eigen verenigingsgebouw, De Terp.

## Geschiedenis
Net als zoveel plaatsen in de regio is Arkens ontstaan op een terp, een opgeworpen heuvel. In het geval van Arkens wordt er gesproken van een drietal terpen gelegen in een kwelderwallenlandschap, waarbij de terpen dichtbij elkaar liggen en met elkaar verbonden zijn door middel van zogenaamde kruinige percelen, langgerekte bolvormige stroken land.
In 2022 werd een veldonderzoek gedaan op de meest oostelijke terp van de buurtschap. Deze terp was toen minstens 150 jaar onbewoond. De meeste vondsten, zo geheten terpaardewerk, dateren uit het einde van de ijzertijd en begin van de Romeinse Tijd. Ook uit de middeleeuwen werden vondsten gedaan, met name uit de Merovingische periode (450-750) en hoge middeleeuwen (1000-1300). Uit het onderzoek bleek de terp, in tegenstelling tot wat aanvankelijk werd gedacht, niet uit twee terpen te bestaan, maar uit één deel bestond, gesplitst door een diep gegraven sloot.
De nederzetting werd onder andere vermeld als Erdenze (mogelijk foutief) in 1433, als Erckens in 1499, als Arckens in 1543 en als Arkens in 1718. Erdernze zou mogelijk gelezen moeten worden als Erckenze. Het eerste deel van de plaatsnaam verwijst naar de persoon (Ark, of Arke) terwijl het tweede deel de Friese vorm (-ens) van het achtervoegsel -ingi is. De plaatsnaam kan dan worden opgevat als woonplaats van de familie van de persoon Ark. De naam Arke is mogelijk afgeleid van adelaar.

## Molen in de polder Arkens

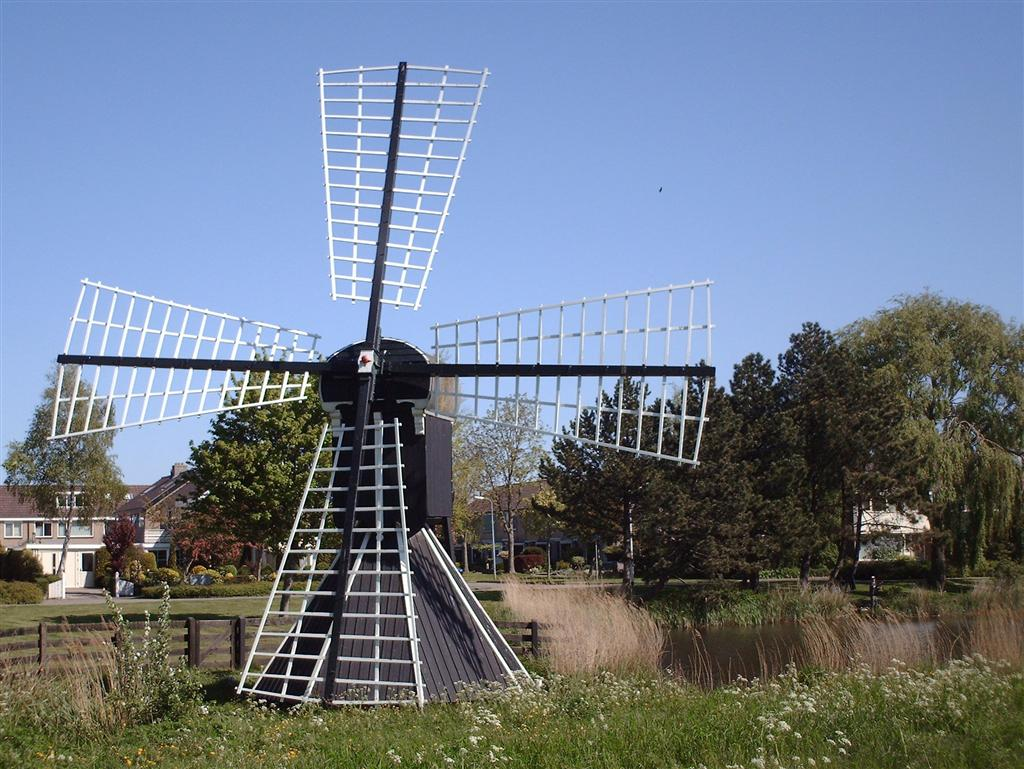
De Molen Arkens.

In de (voormalige) polder Arkens stond tot begin jaren 70 van de twintigste eeuw een poldermolen, ook wel Polder 36 genoemd. Deze poldermolen, een spinnenkop dateert uit de eerste helft van de 19e eeuw en bemaalde een diep bemalingsgebied tussen Arkens en Franeker. In 1954 werd de molen grondig gerestaureerd, maar raakte daarna ernstig in verval, mede omdat de molen niet in bedrijf was. De molen verkreeg in 1967 de status van een rijksmonument. De molen stond ten zuiden van de buurtschap Arkens, binnen het stadsgebied van Franeker. Wegens de stadsuitbreidingen van Franeker in het poldergebied moest de molen worden verplaatst.
De molen werd verplaatst naar een locatie tussen de Van Andel-Ripkestraat en de Leeuwarderweg, schuin tegenover de watertoren van Franeker. De verplaatste molen kreeg de naam van de plaats en polder, Arkens en bemaalt sindsdien enige plantsoenvijvers, als ververser van het water van de vijvers. Bij de verplaatsing werd de molen grotendeels nieuw opgebouwd. Desondanks bleef de status van rijksmonument in stand.
Steden, dorpen en gehuchten: Achlum · Baijum · Beetgum · Beetgumermolen · Berlikum · Blessum · Boer · Boksum · Deinum · Dongjum · Dronrijp · Engelum · Firdgum · Franeker · Herbaijum · Hitzum · Klooster-Lidlum · Marssum · Menaldum · Minnertsga · Nij Altoenae · Oosterbierum · Oude Leije (klein deel) · Oudebildtzijl · Peins · Pietersbierum · Ried · Ritsumazijl · Schalsum · Schingen · Sexbierum · Sint Annaparochie · Sint Jacobiparochie · Slappeterp · Spannum · Tzum · Tzummarum · Vrouwenparochie · Welsrijp · Westhoek · Wier · Winsum · Zweins

Buurtschappen: Arkens · Barrum · Bonkwerd · De Kampen · De Poelen · De Vlaren · Dijkshoek · Dijksterhuizen · Doijum · Fatum · Hatsum · Het Hooghout · Holprijp · Kie · Kiesterzijl · Kingmatille · Klooster Anjum · Koehool · Koum · Laakwerd · Lutjelollum · Miedum · Nieuwebildtzijl · Oosterend · Oosthoek · Rewerd (deels) · Roptazijl (deels) · Salverd · Schildum · Sopsum · Stad Niks · Teetlum · Tolsum · Tritzum · Tjeppenboer · Vrouwbuurtstermolen (deels) ·  Weakens · Westerend · Zwarte Haan

Voormalige buurtschappen: Franjumerburen · Langwerd · Memerd · War 

Friesland: Steden en dorpen      Nederland: Provincies · Gemeenten
7